# Municipio de North Liberty
El municipio de North Liberty (en inglés: North Liberty Township) es un municipio ubicado en el  condado de Yadkin en el estado estadounidense de Carolina del Norte. En el año 2010 tenía una población de 6.013 habitantes.

## Geografía
El municipio de North Liberty se encuentra ubicado en las coordenadas 36°8′20.52″N 80°39′8.62″O / 36.1390333, -80.6523944.